# Shinzato Ryo
Shinzato Ryo (新里 亮 Shinzato Ryō, sinh ngày 2 tháng 7 năm 1990 ở Aichi, Nhật Bản) là một cầu thủ bóng đá người Nhật Bản kể từ năm 2013 thi đấu ở vị trí hậu vệ cho Mito Hollyhock.

## Thống kê sự nghiệp câu lạc bộ
Cập nhật đến ngày 23 tháng 2 năm 2016.
| Thành tích câu lạc bộ | Thành tích câu lạc bộ | Thành tích câu lạc bộ | Giải vô địch | Giải vô địch | Cúp                   | Cúp                   | Cúp Liên đoàn | Cúp Liên đoàn | Tổng cộng | Tổng cộng |
| Mùa giải              | Câu lạc bộ            | Giải vô địch          | Số trận      | Bàn thắng    | Số trận               | Bàn thắng             | Số trận       | Bàn thắng     | Số trận   | Bàn thắng |
| Nhật Bản              | Nhật Bản              | Nhật Bản              | Giải vô địch | Giải vô địch | Cúp Hoàng đế Nhật Bản | Cúp Hoàng đế Nhật Bản | J. League Cup | J. League Cup | Tổng cộng | Tổng cộng |
| --------------------- | --------------------- | --------------------- | ------------ | ------------ | --------------------- | --------------------- | ------------- | ------------- | --------- | --------- |
| 2013                  | Mito Hollyhock        | J2 League             | 15           | 1            | 0                     | 0                     | -             | -             | 15        | 1         |
| 2014                  | Mito Hollyhock        | J2 League             | 42           | 1            | 0                     | 0                     | -             | -             | 42        | 1         |
| 2015                  | Mito Hollyhock        | J2 League             | 8            | 0            | 0                     | 0                     | -             | -             | 8         | 0         |
| Tổng                  | Tổng                  | Tổng                  | 65           | 2            | 0                     | 0                     | 0             | 0             | 65        | 2         |